# Mykoheterotrofi

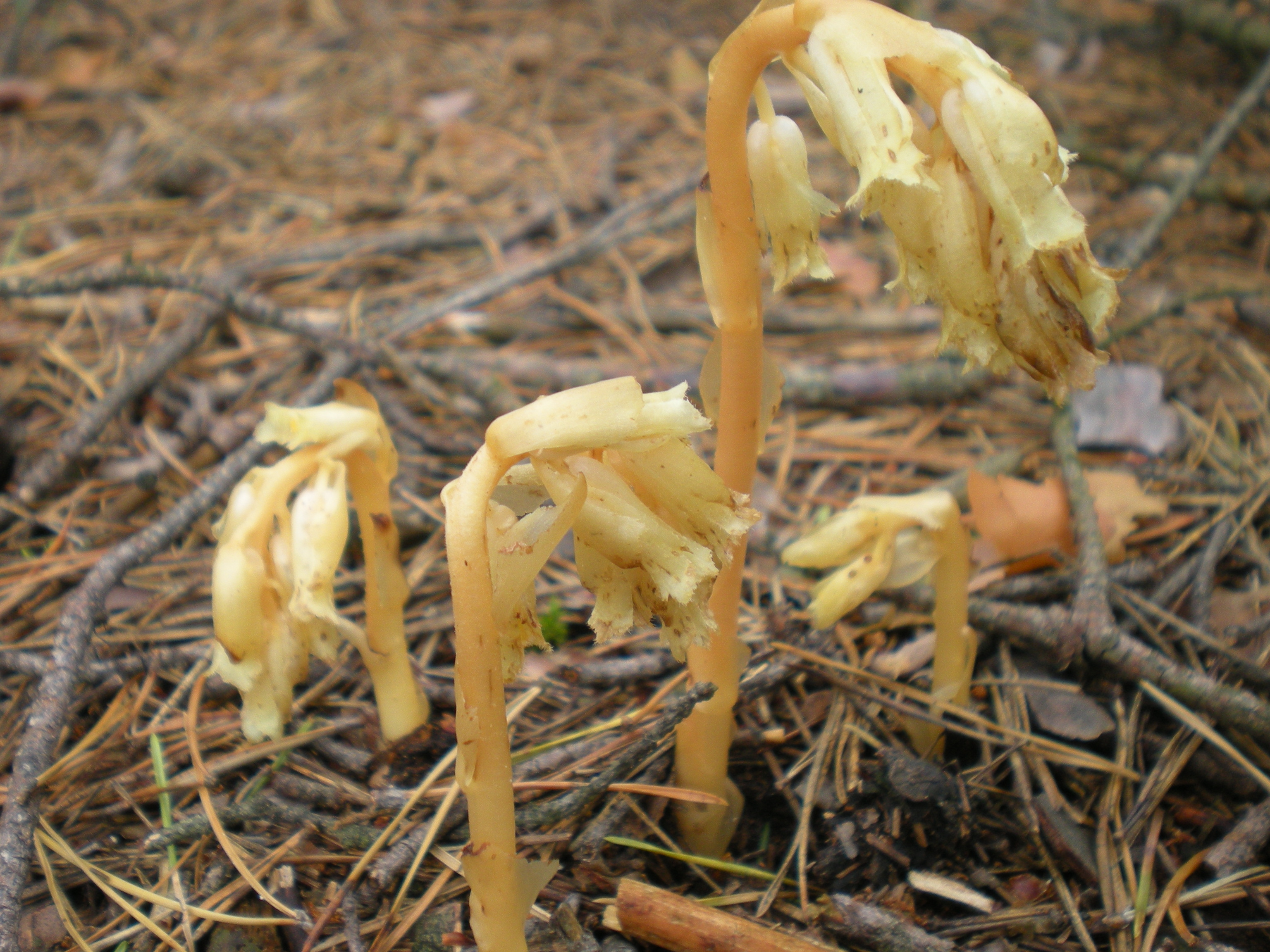
Den mykoheterotrofa växten tallört.

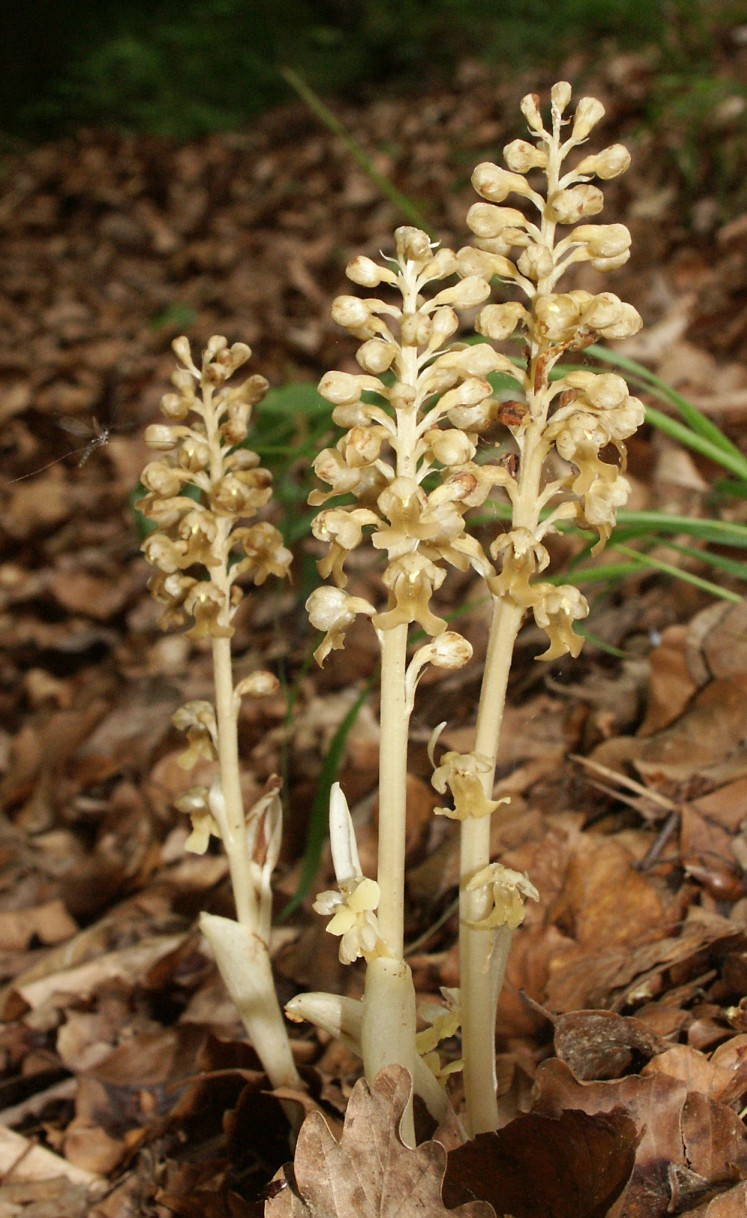
Den mykoheterotrofa orkidén nästrot.

Mykoheterotrofi innebär att växter får sin organiska näring (grundämnet kol) primärt från svampar. Mykoheterotrofa växter saknar ofta klorofyll, men till skillnad från hel- och halvparasiter tas den organiska näringen inte direkt från andra växter, utan den transporteras först genom ett nätverk av mykorrhizasvampar.
Tidigare ansågs mykoheterotrofa växter leva som nedbrytare av organiskt material i jorden; de kallades därför tidigare för "saprofyter". Vissa forskare fann ett symbiotiskt förhållande med svampar. Detta förhållande sågs i början ofta som mutualistiskt. Idag står det klart att svampen inte har mycket att vinna på det symbiotiska förhållandet med de mykoheterotrofa växterna, varför förhållandet måste anses vara snarast parasitiskt.
Mykoheterotrofi förekommer inom många växtgrupper. Bland angiospermerna förekommer mykoheterotrofi både bland dikotelydoner och enhjärtbladiga växter, inte minst bland orkidéerna. Likt andra mykoheterotrofa växter har orkidéer mycket små frön och är helt beroende av svampar för att få näring i början. De flesta orkidéer blir sedan gröna och autotrofa men många orkidéer fortsätter att vara helt beroende av mykorrhizasvampar för sin fortlevnad, se t.ex. artikeln om nästrot, Neottia nidus-avis. Det finns också arter som är initialt mykoheterotrofa för att senare bli helt eller delvis självförsörjande (autotrofa), som ryl, ögonpyrola och klotpyrola.

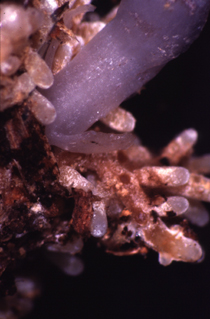
Rötter och symbiotiskt svampmycel hos Monotropa uniflora.
Svamparten är basidiesvampen Russula brevipes.

Bland dikotelydoner utmärks förekomsten av mykoheterotrofi framförallt inom de tidigare familjerna Pyrolaceae och Monotropaceae. Bägge dessa familjer räknas numera in under ljungväxterna, Ericaceae. Tallört är ett sådant exempel från den svenska skogen. Även vissa släkten såsom i familjen Gentianaceae är mykoheterotrofa. Vissa släkten såsom Bartonia har kvar spårmängder av klorofyll.
Angiospermer som är mykoheterotrofa utmärks av i regel mycket små frön med enkelt uppbyggda embryon. Till skillnad mot andra växter, är groning hos mykoheterotrofa i regel inte begränsad av tillgången på vatten eller närsalter utan av tillgången på kol. Sålunda är tidig infektion av lämplig mykorrhizasvamp ofta avgörande. Exempelvis saknar orkidéerna och pyrola eget förråd av endosperm.
Bland gymnospermer verkar exempel saknas på äkta mykoheterotrofi. Däremot har man visat att en viss typ av mykoheterotrofi verkar finnas hos gymnospermer med ektomycorrhiza: Organisk näring kan föras från träd som växer ljust till träd i skugga via ett gemensamt mykorrhizanätverk. Sådana förhållanden skulle även kunna vara viktiga för hur groddplantor kan etablera sig.
Flera släkten av lummerväxter är helt beroende av mykorrhizasvampar i gametofytgenerationen. Det gäller t.ex. Diphasiastrum, lopplummer (Huperzia), lummer (Lycopodium) och Phlegmarianus. Gametoofyterna hos dessa är underjordiska i förbindning med mykorrhizasvampar ("saprofytiska"). (Strandlummer, Lycopodiella, har däremot grön gamoetofytgeneration).
I Sverige lever också den mykohetrotrofa levermossan huldremossa (Cryptothallus mirabilis), vilken försörjs genom endomykorrhiza.